# Puerto deportivo Campomanes
El Puerto Deportivo Luis Campomanes, gestionado por Marina Greenwich se sitúa en el municipio de Altea, en la provincia de Alicante (España). Cuenta con 542 amarres deportivos, para una eslora máxima permitida de 30 metros, siendo su calado en bocana de 7 m.

## Historia

Contraseña de la provincia marítima de Alicante a la que pertenece.

## Instalaciones
Cuenta con servicio de Combustible, Agua, Electricidad, Travelift 50 Tn., Grúa.

## Distancias a puertos cercanos
- Real Club Náutico de Calpe 4 mn
- Club Náutico de Moraira 10 mn
- Club Náutico de Jávea 21 mn
- Club Náutico de Altea 3 mn
- Club Náutico de Benidorm 11 mn.